# Bahnstrecke Freilassing–Bad Reichenhall
| Streckennummer (DB): | 5740                 |                                        |                                |
| Kursbuchstrecke (DB): | 954                  |                                        |                                |
| Kursbuchstrecke: | 428b (1946)          |                                        |                                |
| Streckenlänge: | 14,855 km            |                                        |                                |
| Spurweite: | 1435 mm (Normalspur) |                                        |                                |
| Streckenklasse: | D4                   |                                        |                                |
| Stromsystem: | 15 kV 16,7 Hz ~      |                                        |                                |
| Minimaler Radius: | 207 m                |                                        |                                |
| Streckengeschwindigkeit: | 90 km/h              |                                        |                                |
| Zugbeeinflussung: | PZB                  |                                        |                                |
| |                      |                                        |                                |
| \| \| \| von Salzburg \| \| \| \| \| (Trassierung bis 1897) \| \| \| \| 0,000 \| Freilassing \| 421 m \| \| \| \| nach Mühldorf \| \| \| \| \| nach Rosenheim \| \| \| \| 1,390 \| Freilassing-Hofham (seit 2014) \| Freilassing-Hofham (seit 2014) \| \| \| 2,031 \| Awanst Hofham \| Awanst Hofham \| \| \| 2,321 \| Bundesstraße 304 (40 m) \| Bundesstraße 304 (40 m) \| \| \| \| \| \| \| \| 3,330 \| Ainring \| 431 m \| \| \| \| Anschluss Stahlwerk Annahütte \| \| \| \| 5,883 \| Hammerau \| 441 m \| \| \| 10,801 \| Piding \| 453 m \| \| \| 12,299 \| Saalach (102 m) \| Saalach (102 m) \| \| \| 14,855 \| Bad Reichenhall (ehemals: Reichenhall) \| 466 m \| \| \| \| nach Berchtesgaden \| \| \| \| \| \| \| \| Quellen: [1][2][3][4][5] \| \| \| \| |                      |                                        |                                |
| Strecke |                      | von Salzburg                           | von Salzburg                   |
| Abzweig geradeaus und ehemals von links · Strecke von rechts (außer Betrieb) |                      | (Trassierung bis 1897)                 | (Trassierung bis 1897)         |
| Bahnhof · Strecke (außer Betrieb) | 0,000                | Freilassing                            | 421 m                          |
| Abzweig geradeaus und nach rechts · Strecke (außer Betrieb) |                      | nach Mühldorf                          | nach Mühldorf                  |
| Abzweig geradeaus und nach rechts · Strecke (außer Betrieb) |                      | nach Rosenheim                         | nach Rosenheim                 |
| Haltepunkt / Haltestelle · Strecke (außer Betrieb) | 1,390                | Freilassing-Hofham (seit 2014)         | Freilassing-Hofham (seit 2014) |
| Blockstelle · Strecke (außer Betrieb) | 2,031                | Awanst Hofham                          | Awanst Hofham                  |
| Brücke · Strecke (außer Betrieb) | 2,321                | Bundesstraße 304 (40 m)                | Bundesstraße 304 (40 m)        |
| Strecke nach links · Abzweig ehemals geradeaus und von rechts |                      |                                        |                                |
| Haltepunkt / Haltestelle | 3,330                | Ainring                                | 431 m                          |
| Abzweig geradeaus und von links |                      | Anschluss Stahlwerk Annahütte          | Anschluss Stahlwerk Annahütte  |
| Bahnhof | 5,883                | Hammerau                               | 441 m                          |
| Bahnhof | 10,801               | Piding                                 | 453 m                          |
| Brücke über Wasserlauf | 12,299               | Saalach (102 m)                        | Saalach (102 m)                |
| Bahnhof | 14,855               | Bad Reichenhall (ehemals: Reichenhall) | 466 m                          |
| Strecke |                      | nach Berchtesgaden                     | nach Berchtesgaden             |
| |                      |                                        |                                |
| Quellen: |                      |                                        |                                |

Die Bahnstrecke Freilassing–Bad Reichenhall ist eine eingleisige, elektrifizierte Hauptbahn im Südosten von Bayern. Die 14,9 Kilometer lange Strecke zweigt in Freilassing von der Bahnstrecke Rosenheim–Salzburg ab und führt nach Bad Reichenhall, wo sie in die Nebenbahn nach Berchtesgaden übergeht.

## Geschichte

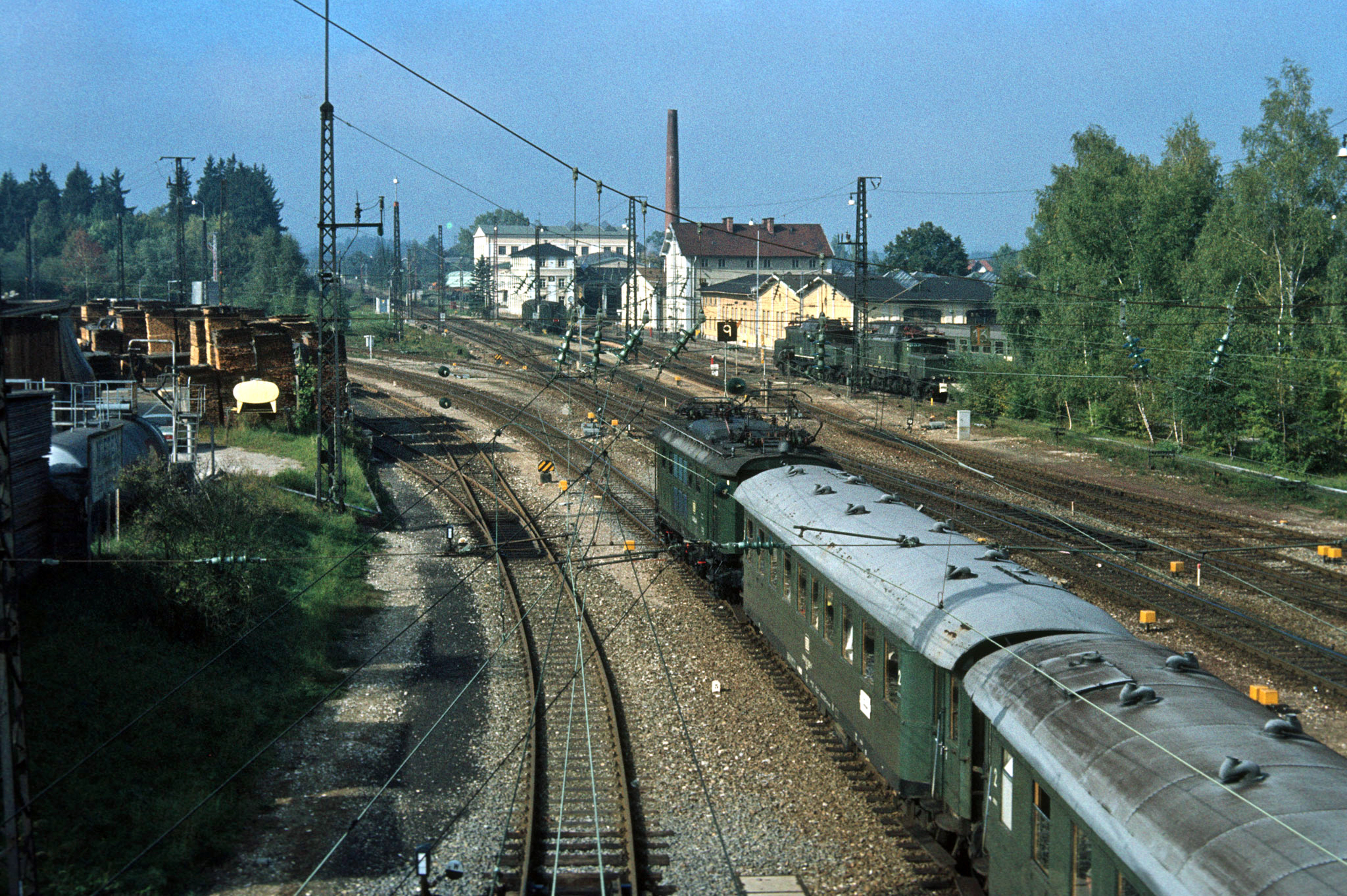
Ein aus Eilzugwagen gebildeter Nahverkehrszug verlässt den Bahnhof Freilassing in Richtung Bad Reichenhall. Gezogen wird er von der 144 504-8. Im Hintergrund das Bahnbetriebswerk Freilassing, heute Lokwelt Freilassing.

### Bau und erste Betriebsjahre
Die Königlich Bayerischen Staatseisenbahnen nahmen die Stichbahn von Freilassing nach Reichenhall – damals noch ohne den Zusatz Bad – am 1. Juli 1866 in Betrieb.
Am 29. Mai 1886 genehmigte der bayerische Landtag die Fortsetzung der Strecke von Reichenhall nach Berchtesgaden, am 25. Oktober 1888 befuhr ein festlich geschmückter Zug der Königlich Bayerischen Staatseisenbahnen als Erster die neue Lokalbahn.
Im Zuge des 1897 abgeschlossenen Umbaus des Bahnhofs Freilassing erfolgte eine Neutrassierung. Seither verlässt die Strecke den Bahnhof in westliche Richtung und trifft erst kurz vor dem Haltepunkt Ainring auf die ursprüngliche Streckenführung.

### Elektrifizierung
Aufgrund der positiven Erfahrungen mit dem elektrischen Betrieb auf den seit 1908 betriebenen Bahnstrecke Berchtesgaden–Hangender Stein und der Königsseebahn sowie der Lärm- und Rauchbelästigung durch den Dampfbetrieb in Bad Reichenhall wurde über eine Elektrifizierung der Strecke diskutiert. Das Königliche Bayrische Staatsministerium für Verkehrsangelegenheiten beauftragte 1908 Walter Reichel mit einer umfangreichen Untersuchung. Aufgrund der zu erwartenden finanziellen Vorteile bei gleichzeitiger Verringerung der Reisezeit sowie der Topographie der Strecke mit einer hauptbahnähnlichen Linienführung ohne nennenswerte Steigungen und Bogenradien und im weiteren Verlauf zwischen Bad Reichenhall und Berchtesgaden mit starken Steigungen wurde sie als Versuchsstrecke für die Elektrifizierung ausgewählt. Am 16. August 1908 verabschiedete der Bayerische Landtag das Finanzierungsgesetz für die Streckenelektrifizierung von der Grenze bei Salzburg bis Berchtesgaden.:S. 32 f.
Dazu wurde zur Bahnstromversorgung zwischen 1910 und 1913 das vom gestauten Saalachsee gespeiste Saalach-Wasserkraftwerk in Kirchberg errichtet.:S. 36 f.
Die Elektrifizierungsarbeiten dauerten bis zum 13. April 1914.  Am 15. April 1914 fand die erste Bügelprobefahrt mit der aus Garmisch überstellten EP 3/5 20004 statt. Die elektrischen Probefahrten bis Bad Reichenhall wurde dann am 14. Juni 1914 begonnen. Mit der deutschen Kriegserklärung am 1. August 1914 und dem Beginn des Ersten Weltkriegs wurde der elektrische Zugbetrieb am 3. August 1914 wieder eingestellt.:S. 41
Der planmäßige elektrische Zugbetrieb begann kriegsbedingt jedoch erst am 1. Mai 1916 mit ersten Zügen und am 1. August 1916 mit dem regelmäßigen elektrischen Betrieb auf der Gesamtstrecke von Salzburg über Freilassing bis Berchtesgaden.:S. 42
Aufgrund weiter steigender Fahrgastzahlen wurden 1915/16 die Gleisanlagen in Bad Reichenhall erweitert.

### Seit 1920
Die Strecke und deren Betrieb ging am 1. April 1920 formal von den Bayerischen Staatseisenbahnen auf die Deutschen Reichseisenbahnen über.
Am 25. April 1945 wurden in Bad Reichenhall bei einem alliierten Luftangriff große Teile der Gleisanlagen und das Bahnhofsgebäude zerstört.
Mit der Gründung der Deutschen Bundesbahn als Nachfolgerin der Deutschen Reichsbahn für das Gebiet der Bundesrepublik Deutschland am 7. September 1949 übernahm sie den Betrieb.
Am 29. Januar 1954 wurde das neu errichtete Empfangsgebäude von Bad Reichenhall eröffnet.
Der Haltepunkt Freilassing-Hofham wurde am 15. Dezember 2014 in Betrieb genommen.
Von politischer Seite wird konkret erwogen, die durch den Einsatz moderner Triebzüge erzielten Fahrzeitverkürzungen für neue Halte zu nutzen, um dadurch auch der seit dem Bau veränderten Besiedlungsstruktur entlang der Strecke Rechnung zu tragen. Öffentlich diskutiert wird ein neuer Haltepunkt Bad Reichenhall Landratsamt.

## Streckenbeschreibung

### Verlauf
Die Bahnstrecke beginnt im Bahnhof Freilassing im Alpenvorland, wo sie in westlicher Richtung von der Bahnstrecke Rosenheim–Salzburg abzweigt. In einem weitläufigen Bogen schwenkt die Bahnstrecke nach Süden und erreicht den Haltepunkt Freilassing-Hofham. Die Strecke führt östlich an der Müllumladestation des Zweckverbandes Abfallverwertung Südostbayern vorbei, zu der an der Ausweichanschlussstelle Hofham ein Anschlussgleis abzweigt. Kurz darauf wird die Bundesstraße 304 überquert. Die Strecke verläuft weiter in südlicher Richtung, bis sie auf die Bundesstraße 20 trifft, nach Südwesten abbiegt und den Haltepunkt Ainring erreicht. In gerader Linie führt die Bahnstrecke nun nach Hammerau, wo sich kurz vor dem Bahnhof auf der östlichen Seite der Gleisanschluss des Stahlwerks Annahütte befindet. Die Strecke verläuft weiter in geradlinig in südwestlicher Richtung, unterquert die Bundesstraße 20 und erreicht die Saalach. Im weiteren Verlauf folgt die Strecke den Windungen des Flusslaufs und umfährt in einem S-förmigen Bogen die Ausläufer des Högl. Anschließend verläuft die Strecke wieder geradlinig in südwestlicher Richtung parallel zur Saalach, unterquert die Bundesautobahn A8 und erreicht den Bahnhof Piding. Am Ortsausgang von Piding unterquert die Strecke erneut die Bundesstraße 20 und überquert in einem Linksbogen die Saalach. Damit erreicht die Strecke das Gemeindegebiet von Bad Reichenhall und schwenkt in einem Rechtsbogen wieder parallel zur Saalach in südwestliche Richtung. Nach 14,9 Kilometer erreicht sie den Bahnhof Bad Reichenhall und mündet in der Strecke Bad Reichenhall–Berchtesgaden.

### Betriebsstellen
- Karte mit allen Koordinaten der Betriebsstellen der Bahnstrecke Freilassing–Bad Reichenhall:
- OSM |
- WikiMap

#### Freilassing
Der Bahnhof Freilassing (Lage) wurde zusammen mit der Bahnstrecke von Rosenheim nach Salzburg 1860 eröffnet. Mit der Eröffnung der Bahnstrecke nach Bad Reichenhall wurde er 1866 zum Trennungsbahnhof und mit der Inbetriebnahme der Lokalbahn von Laufen 1890 zum Kreuzungsbahnhof. Als letzter deutscher Bahnhof an der Strecke nach Salzburg ist er Grenzbahnhof nach Österreich und verfügt über neun Bahnsteiggleise.

#### Freilassing-Hofham

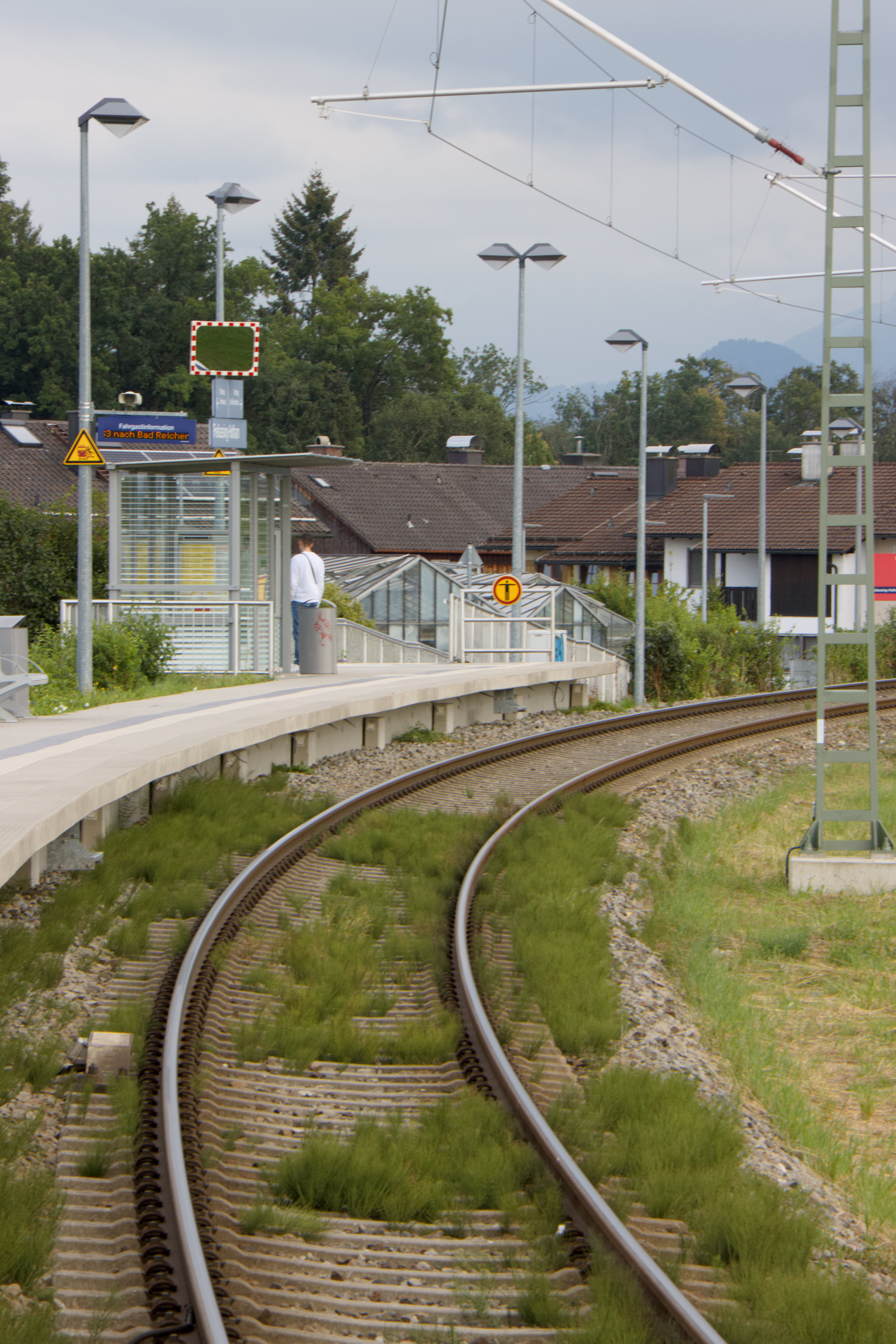
Haltepunkt Freilassing-Hofham

Der Haltepunkt Freilassing-Hofham (Lage) wurde am 15. Dezember 2014 eröffnet und liegt westlich des Freilassinger Stadtteils Hofham. Am Haltepunkt befindet ein Seitenbahnsteig, eine Bike-and-ride-Anlage und eine Park-and-ride-Anlage. Ein verglaster Unterstand dient zum Schutz der Fahrgäste.

#### Ainring
Der Haltepunkt Ainring (Lage) liegt östlich des Gemeindeteils Mitterfelden. Am Haltepunkt befindet ein Seitenbahnsteig, eine Bike-and-ride-Anlage und eine Park-and-ride-Anlage. Ein verglaster Unterstand dient zum Schutz der Fahrgäste.

#### Hammerau

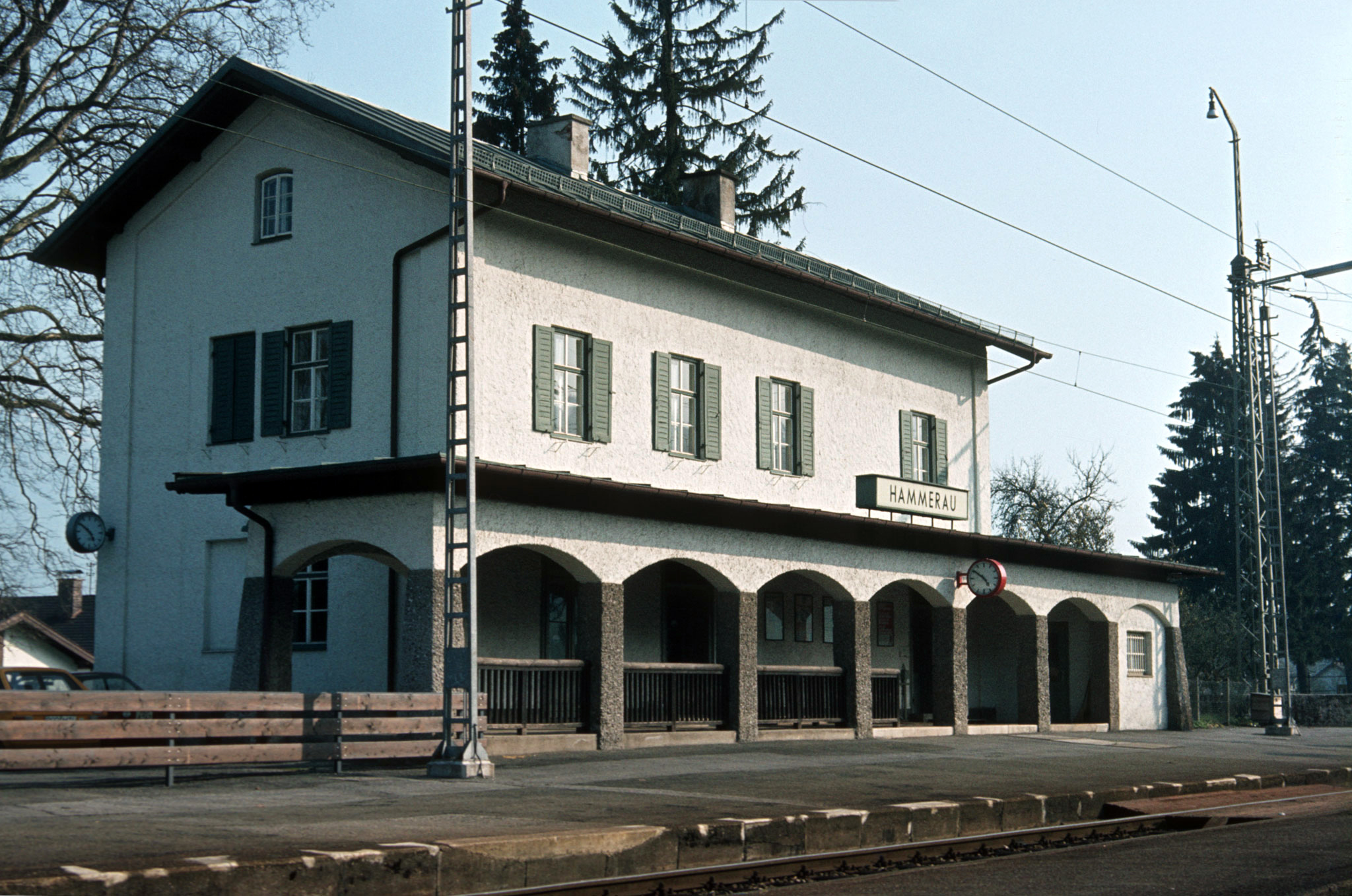
Bahnhof Hammerau im April 1981

Der Bahnhof Hammerau (Lage) liegt westlich des gleichnamigen Ainringer Gemeindeteils. Er verfügt über zwei Gleise und Außenbahnsteige.

#### Piding

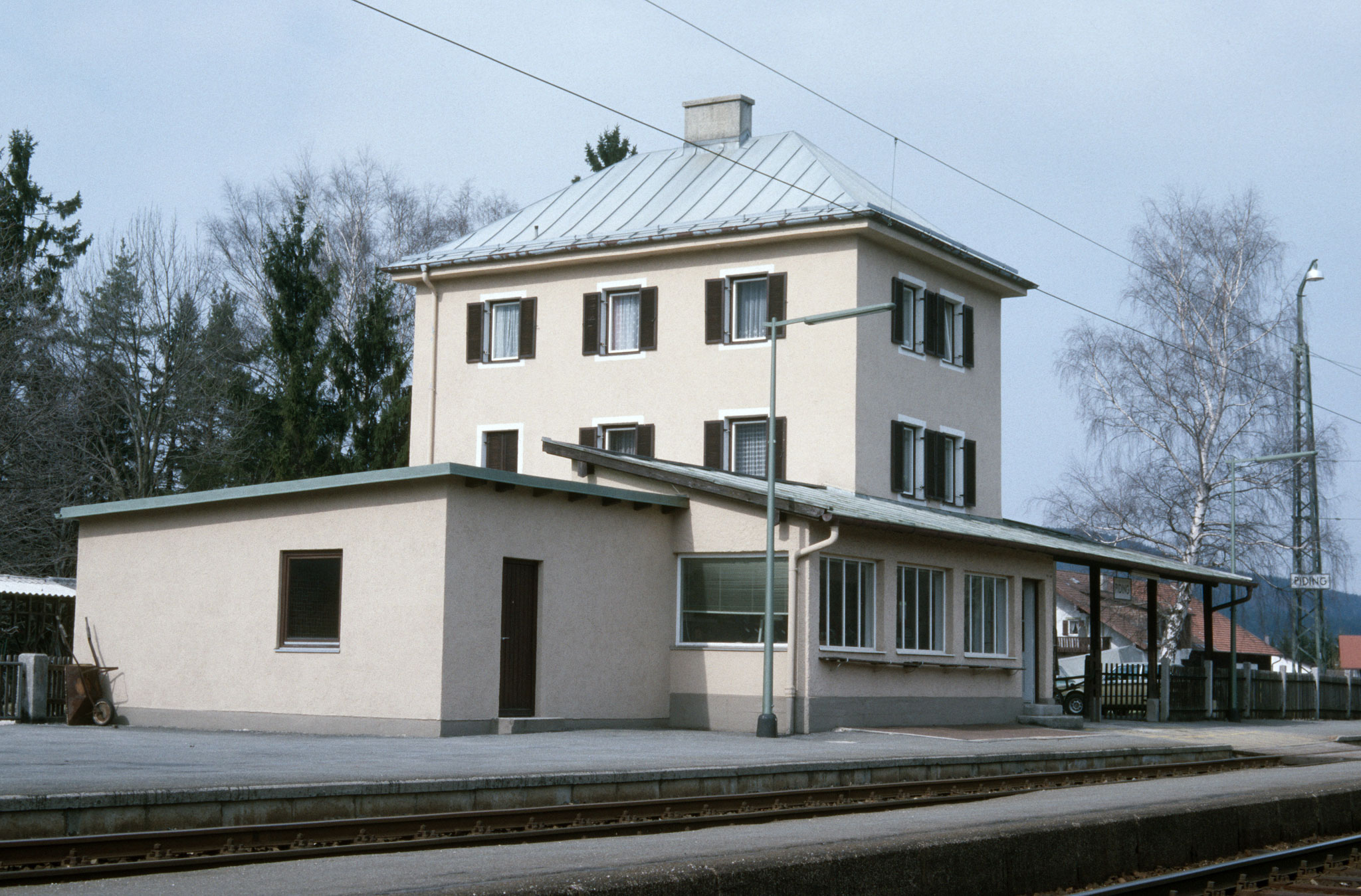
Bahnhof Piding im April 1986

Der Bahnhof Piding (Lage) liegt etwa einen Kilometer südlich des Ortszentrums von Piding. Er verfügt über zwei Gleise und Außenbahnsteige.

#### Bad Reichenhall

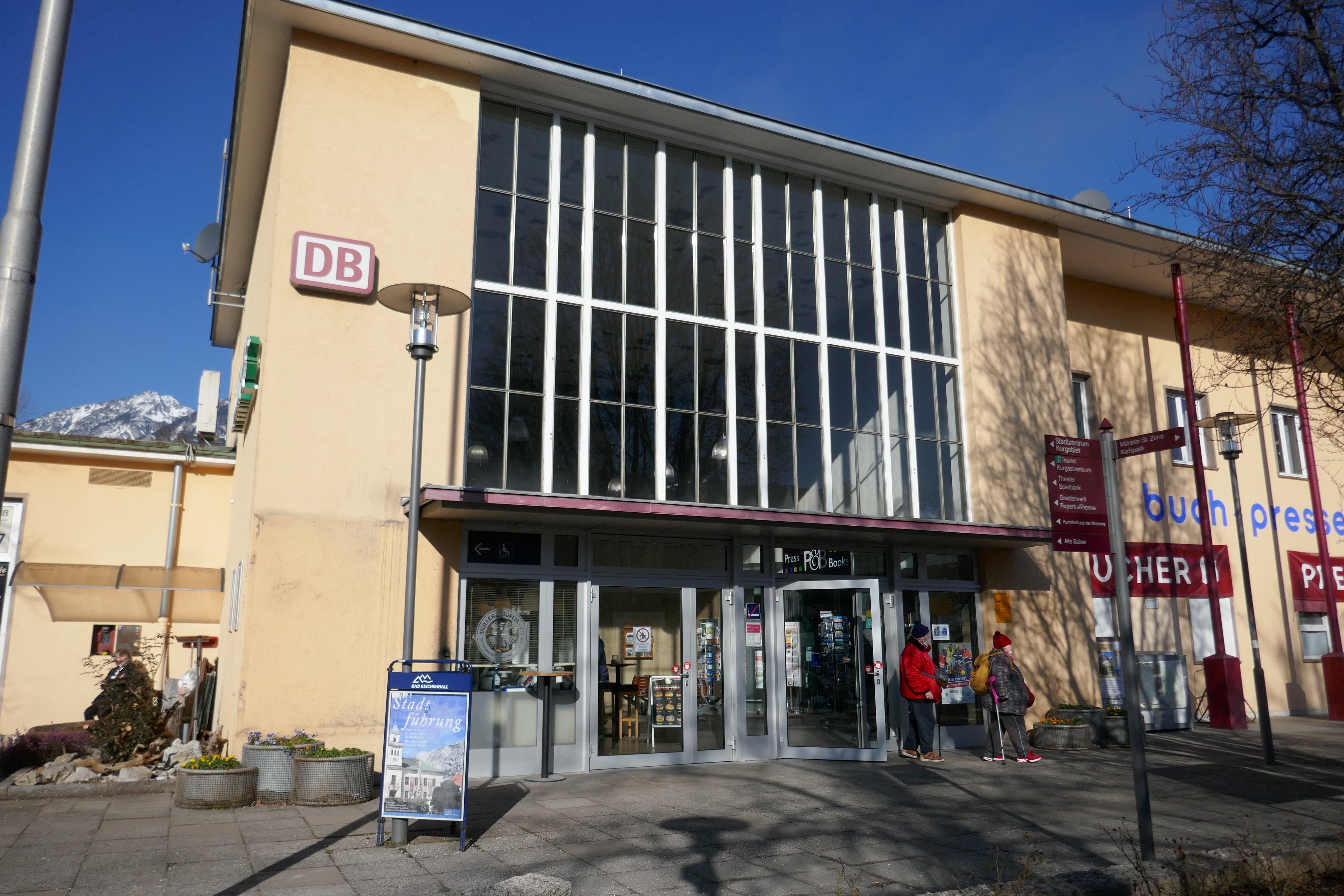
Bahnhof Bad Reichenhall

Der Bahnhof Bad Reichenhall (Lage) liegt am Rande der Innenstadt und wurde am 1. Juli 1866 als Endbahnhof der von Freilassing her kommenden Strecke eröffnet. Mit der Eröffnung der Strecke im Jahr 1888 nach Berchtesgaden wurde der Bahnhof zu einem Durchgangsbahnhof. Der Bahnhof Bad Reichenhall verfügt über zwei Bahnsteiggleise, ein drittes durchgehendes Hauptgleis und ein Nebengleis mit Laderampe.

## Fahrzeugeinsatz
Eröffnet wurde der Betrieb mit Dampflokomotiven der Reihe DVIII. Auch Bayerische PtL 2/2 wurden gelegentlich eingesetzt. Nach der Elektrifizierung prägten die Elektrolokomotiven der Baureihen EP 3/6 im Personenzugdienst und EP 4 im gemischten Dienst den Betrieb. Im reinen Güterverkehr wurden die Baureihen E 70 21–22 und E 79 01–02 verwendet. Nach Versuchen mit Elektrolokomotiven mit Einzelachsantrieb (E 73 01–02) erbrachte dann zwischen 1934 und ihrer Ausmusterung im Jahr 1983 die Baureihe E 44.5 des Bahnbetriebswerks Freilassing den Großteil der Traktionsleistung.

## Verkehr

### Personenfernverkehr
Mit dem Intercity-Zugpaar 2082/2083 Königssee (IC-Linie 24) von Hamburg nach Berchtesgaden Hauptbahnhof und zurück besteht einmal täglich eine Direktverbindung zwischen zahlreichen deutschen Großstädten und den Ferienorten im Berchtesgadener Land. Seit Fahrplanwechsel 1997/98 wird das Zugpaar mit Lokomotiven der DB-Baureihe 101 bespannt. Da die nächtliche Abstellung der Intercity-Garnitur aus logistischen Gründen in Freilassing erfolgt, verkehrt der Wagenpark des InterCity morgens von Freilassing nach Berchtesgaden und von dort zurück nach Hamburg. Nachmittags wird ähnlich verfahren, das heißt, der aus Hamburg kommende Zug verkehrt nach der Ankunft zurück nach Freilassing.
Weil die genannten vier Züge auf der eingleisigen Strecke teilweise reguläre Taktzüge der Bayerischen Regiobahn ersetzen und sich für Fahrgäste mit Fahrausweisen des Nahverkehrs auf Wunsch der Bayerischen Eisenbahngesellschaft keine Taktlücken ergeben sollen, verkehren sie auf der hier behandelten Strecke als Regional-Express-Linie RE 24. Das Personal wird trotzdem von DB Fernverkehr gestellt. Eine weitere Intercity-Verbindung mit Berchtesgaden, das Zugpaar 2428/2429 ins Ruhrgebiet, wurde hingegen zum Fahrplanwechsel im Dezember 2007 eingestellt. Auch diese Leistung verkehrte zwischen Freilassing und Berchtesgaden in beiden Richtungen als Regionalzug.

### Personennahverkehr
Im Mai 1987 wurde der Wendezugbetrieb mit Lokomotiven der DB-Baureihe 111 aufgenommen.
Seit 2006 ist die Strecke in die S-Bahn Salzburg integriert und wird von den Zügen der Linie S3 (Salzburg beziehungsweise Golling-Abtenau nach Bad Reichenhall) und der Linie S4 (Freilassing – Berchtesgaden) im Stundentakt befahren. Als Fahrzeuge wurden von Juni 2006 bis Dezember 2009 dreiteilige Triebwagengarnituren der ÖBB-Baureihen 4023 und 4024 („Talent“) eingesetzt. Ab dem Fahrplanwechsel 2009 verkehren die Talent nur noch auf den Kursen der S3 zwischen Salzburg und Bad Reichenhall. In Deutschland wurden die Züge von deutschem Personal geführt.
Aus der Ausschreibung der Regionalbahn-Leistungen im Sommer 2006 ging im Oktober desselben Jahres ein Konsortium aus der Regentalbahn und der Salzburg AG als Sieger hervor. Zum Fahrplanwechsel am 13. Dezember 2009 übernahm die Berchtesgadener Land Bahn (BLB) den Verkehr. Ursprünglich sollte die Strecke ab Übernahme durch die BLB mit fünf über Angel Trains Europa geleasten dreiteiligen Triebwagen des Typs FLIRT von Stadler Rail bedient werden; doch erfolgte deren Personenverkehrs-Zulassung durch das Eisenbahnbundesamt (EBA) erst am 24. und 25. Februar 2010.
Aufgrund des zunächst nicht einsetzbaren eigenen Rollmaterials wurde von Freilassing bis Bad Reichenhall ein Behelfsverkehr mit verschiedenen ausgeliehenen Ersatz-Schienenfahrzeugen eingerichtet. Am 24. und 25. Februar 2010 wurden die fehlenden Zulassungen für die FLIRT vom EBA erteilt und der Betrieb aufgenommen. Doch in der darauf folgenden Nacht auf den 26. Februar 2010 wurden vier abgestellte FLIRT-Garnituren durch Vandalismus in den Bahnhöfen Freilassing und Berchtesgaden so stark beschädigt, dass zunächst wieder Ersatzfahrzeuge eingesetzt werden mussten. Seit dem 1. März 2010 sind die FLIRT-Züge auf der Strecke im Einsatz, seit dem 12. April 2010 teilweise grenzüberschreitend nach Golling an der Salzach.
Bei einer erneuten Ausschreibung Ende 2017 zusammen mit den Strecken Traunstein–Ruhpolding und Bad Reichenhall–Berchtesgaden als Netz Chiemgau-Berchtesgaden erhielt die Bayerische Oberlandbahn (BOB) den Zuschlag. Unter der Marke Bayerische Regiobahn (BRB) übernahm sie die Strecke ab dem Fahrplanwechsel 2021/2022 am 12. Dezember 2021. Es werden die Bestandsfahrzeuge der BLB verwendet.

### Güterverkehr
Nennenswerter Güterverkehr findet nur noch zwischen Freilassing und Hammerau statt. Der größte Teil des Güteraufkommens sind Halbzeuge und Stahlerzeugnisse des Stahlwerks Annahütte in Hammerau sowie Aufsetzcontainer für den im Landkreis anfallenden Hausmüll, welche an der Ausweichanschlussstelle Hofham befüllt und zum Transport zur Müllverbrennungsanlage Burgkirchen auf Containertragwagen verladen werden.